# Fernsehturm Buková hora
Der Fernsehturm Buková hora (tschechisch Vysílač Buková hora) ist ein 223 Meter hoher Fernsehturm auf dem 683 Meter hohen Buková hora im tschechischen Nordböhmen und damit der höchste Fernsehturm Tschechiens. Der 1975 fertiggestellte Turm ist für die Öffentlichkeit nicht zugänglich. Er ersetzte einen älteren, 1962 errichteten und 182,5 Meter hohen freistehenden Stahlrohrturm, welcher aufgrund von Brandschäden abgerissen werden musste.
Derzeit werden folgende Rundfunkprogramme ausgestrahlt:
Analoges Radio (UKW)
| Frequenz  | Station                | ERP    | Polarisation |
| --------- | ---------------------- | ------ | ------------ |
| 088,8 MHz | ČRo 5 Sever            | 100 kW | horizontal   |
| 090,9 MHz | ČRo 1 - Radiožurnál    | 100 kW | horizontal   |
| 093,5 MHz | Frekvence 1            | 100 kW | horizontal   |
| 102,0 MHz | Rádio Impuls           | 100 kW | horizontal   |
| 104,5 MHz | Český rozhlas 3 Vltava | 100 kW | horizontal   |

Digitales Radio (DAB+)
| Kanal (Block) | Multiplex | Programme | ERP (kW) | Pol | Gleichwellennetz (SFN) |
| ------------- | --------- | --- | -------- | --- | --- |
| 12C           | CRo_DAB+  | ČRo-RADIOZURNAL (64 kbps) ČRo-RZ SPORT (48 kbps) ČRo-DVOJKA (64 kbps) ČRo-VLTAVA (80 kbps) ČRo-PLUS (48 kbps) ČRo-REGION (48 kbps) ČRo-PLZEN (48 kbps) ČRo-C.BUDEJOVICE (48 kbps) ČRo-LIBEREC (48 kbps) ČRo-PARDUBICE (48 kbps) ČRo-JUNIOR (48 kbps) ČRo-DDUR (80 kbps) ČRo-JAZZ (80 kbps) ČRo-DAB PRAHA (48 kbps) ČRo-RETRO (48 kbps) ČRo-WAVE (64 kbps) | 10       | V   | Svatobor, Železná Ruda, Kleť (České Budějovice), Buková hora, Pilsen (Radeč), Jedlová, Klínovec, Ještěd, Mezivrata (Benešov), Prag (Žižkov) u. a. |

Digitales Fernsehen (DVB-T2)
| Kanal | Multiplex   | Programme | ERP    | Polarisation |
| ----- | ----------- | --- | ------ | ------------ |
| 33    | Multiplex 1 | ČT1 HD, ČT 1 JM HD, ČT 1 SM HD, ČT2 HD, ČT3 HD, ČT4 Sport HD, ČT24 HD                                                                                      | 100 kW | horizontal   |
| 58    | Multiplex 2 | Prima Cool, Prima Family, JOJ Family, Nova Cinema, Nova Action, Nova Fun, Nova Gold, Nova Lady, ABC TV, CS Mystery, Paramount Network, SPORT 5             | 100 kW | horizontal   |
| 55    | Multiplex 3 | Jihočeská Televize, Óčko, Óčko STAR, Nova, Šlágr TV, TV BARRANDOV, BARRANDOV KRIMI, KINO BARRANDOV, Prima Love, Prima Zoom, Pětka TV, Seznam.cz TV, Tv NOE | 100 kW | horizontal   |